# Ebitda
El ebitda (acrónimo del inglés earnings before interest, taxes, depreciation, and amortization: «beneficio antes de intereses, impuestos, depreciaciones y amortizaciones»), es un indicador financiero del beneficio bruto de explotación calculado antes de deducir los gastos financieros.
El uso del ebitda puede ser apropiado dependiendo de qué es lo que se examina, pero los expertos no encuentran una única medida para responder a todas los interrogantes, por lo que resulta arriesgado depositar excesiva confianza en cualquier indicador individual.

## Difusión
El término empezó a ser usado a finales de los años noventa del pasado siglo XX, con motivo de la denominada burbuja tecnológica, en la que se produjeron una gran cantidad de adquisiciones de empresas, mediante fuertes apalancamientos, a precios en muchos casos exorbitantes, en la que las entidades consideraban objetivo prioritario el crecimiento, mediante el incremento de cuota de mercado.
Los partidarios de la utilización del ebitda, opinaban que este ofrecía unas cifras presentables y comparables, sin que en la cuenta de explotación se viera el efecto siempre negativo del exceso de gastos financieros, y del aumento de las amortizaciones que las adquisiciones generaban, ya que esto sería compensado en el futuro con el aumento de tamaño y las economías de escala generadas, mejorando el resultado.

## Cálculo
El ebitda se calcula a partir del resultado final de explotación de una empresa, sin incorporar los gastos por intereses o impuestos, ni las disminuciones de valor por depreciaciones o amortizaciones, para mostrar así lo que es el resultado puro de la empresa. Por lo tanto, los elementos financieros (intereses), tributarios (impuestos), externos (depreciaciones) y de recuperación de la inversión (amortizaciones), deben quedar fuera de este indicador.
El propósito del ebitda es obtener una imagen fiel de lo que la empresa está ganando o perdiendo en el núcleo de su negocio.
La presencia de partidas ajenas a la esencia de la actividad principal (beneficios o pérdidas por la venta de un terreno, en una empresa que no se dedica a esta actividad) deberían ser también restadas del ebitda haciendo mención de ello, ya que el objetivo del ebitda es por comparación (con otra empresa o entre periodos de una misma empresa) analizar la marcha del negocio base de la empresa.
Formula: EBITDA = E + I + T + D + A
E= Ingresos netos.
I= Interés
T= Impuesto
D= Depreciación
A= Amortización

## Uso
El ebitda puede ser utilizado como indicador de la rentabilidad del negocio, ya que se obtiene a partir del estado de pérdidas y ganancias de la empresa. Al prescindir de cuestiones financieras y tributarias, así como de gastos contables que no significan salida de dinero, podría ser utilizado para comparar los resultados de una empresa a lo largo del tiempo o entre empresas, a través del ratio resultante de la división de dicho término entre la inversión realizada o entre las ventas de un período de tiempo. Cuanto más alto sea este ratio indicará empresas con mayor eficacia operativa.
La utilidad de esta medida de resultados es que al prescindir de cuestiones financieras y tributarias, así como de depreciaciones y amortizaciones, se puede medir el resultado al margen de las circunstancias que podrían darse en determinadas empresas y por razones de distinta índole: como podría ser una financiación especialmente favorable, un tratamiento fiscal específico, o la cuantificación de las depreciaciones.
Lo que si se debe resaltar es que el ebitda no refleja el flujo de caja de la actividad ya que no incluye la variación del capital de trabajo o de las inversiones en activo fijo. Esta consideración del ebitda como flujo, además de errónea, por ser solo una parte de él, puede resultar peligrosa, porque al ser considerado como el flujo total de caja puede llevar a la toma de decisiones erróneas porque no representa el verdadero potencial de valor de una empresa determinada.

## Resultado operativo antes de depreciaciones y amortizaciones
En ocasiones, también se trabaja con el término financiero de oibda, otro acrónimo de origen inglés, operating income before depreciation and amortization (resultado operativo antes de depreciaciones y amortizaciones). Es la diferencia entre los ingresos y los gastos por la actividad comercial (no contable ni financiera) de la empresa antes de las depreciaciones y amortizaciones, esto es, antes de dotar contablemente la pérdida de los activos por el uso y el paso del tiempo. Claro está que este indicador no es válido para la empresa ya que no refleja el estado real de la misma.